# Hobolin
Hobolin – centralny gród średniowiecznych plemion słowiańskich: Hobolan i Nieletyców, położony nad Hawelą, w pobliżu ujścia tejże do Łaby; obecnie Havelberg w Niemczech (Saksonia-Anhalt). 
W 948 cesarz Otton I Wielki ustanowił niemiecką kontrolę nad w większości słowiańskimi mieszkańcami tych ziem i ustanowił biskupstwa w Hobolinie i Brennie, które podlegały pod arcybiskupstwo Moguncji. Oba biskupstwa w 968 po utworzeniu arcybiskupstwa magdeburskiego zostały do niego przypisane. Po śmierci Ottona II w roku 983, wybuchło wielkie powstanie Słowian. Niemcy utracili wtedy znaczną część zdobytych terenów i zmuszeni zostali wycofać się na zachód od Łaby. Hobolin został zdobyty a biskup wygnany.
W 1134, po przeprowadzeniu skutecznej akcji przeciwko Słowianom, Marchię Brandenburską otrzymał od cesarza Lotara II Albrecht Niedźwiedź.
W wyniku niemieckiej krucjaty w 1147 miasto przeszło pod panowanie niemieckie.